# Camilla e i vizi apparenti
Camilla e i vizi apparenti è un romanzo giallo di Giuseppe Pederiali del 2004, il secondo che vede protagonista l'investigatrice Camilla Cagliostri.
Il romanzo è stato tradotto in tedesco col titolo Der Kuss des Bosen ("Il bacio del malvagio").

## Trama
L'ispettore Camilla Cagliostri è in vacanza sul panfilo del suo amico di vecchia data Riccardo Merighi, che ospita anche sua moglie Andrea, la sua figlia dodicenne Fosca, il suo dipendente Luca con la moglie Matilde e il giovane Antonio, amico di Fosca. Durante la visita subacquea al relitto della nave Semillante, al largo della Corsica, Antonio rimane incastrato col piede in una feritoia e muore affogato. La tragedia scuote tutti i presenti, in particolare Fosca, che nutriva una certa simpatia per il ragazzo.
Nel giugno dell'anno successivo Riccardo invita Camilla a trascorrere alcuni giorni nella sua villa con giardino nel centro storico di Ferrara, perché stia vicina alla figlia Fosca che sembra non essersi più ripresa dal luttuoso evento e ha un cattivo rapporto con la madre. Anche Matilde si trova là nello stesso periodo, ma questa non è stata in grado di avviare un dialogo proficuo con la ragazzina. Malgrado Matilde voglia mantenere un certo distacco con Camilla (esemplificato dal fatto che continua a darle del lei) e la poliziotta non gradisca certi suoi atteggiamenti, le due donne diventano quasi amiche. Camilla rimane anche perplessa dall'atteggiamento di Fosca durante la festa di compleanno di Riccardo, il 22 giugno: sembra che la ragazzina voglia sedurre il proprio padre.
Alla fine di una giornata in cui Camilla e Matilde sono state in giro per Casumaro, dove si trova la ditta di Riccardo, e l'Alto Ferrarese, e Riccardo era in viaggio d'affari a Roma, Andrea viene ritrovata morta nella piscina della villa con una pallottola nella schiena. Fosca è chiusa nelle sue camere, in stato di choc. Inizialmente sembra trattarsi di un tentativo di rapina finita male, ma le indagini si orientano presto in un'altra direzione, soprattutto quando si scopre che l'arma di delitto era la pistola di Riccardo, che ne aveva denunciato la scomparsa. Sull'arma vengono trovate tracce biologiche di Fosca, che si rivela così l'autrice del delitto e viene trasferita in una casa-famiglia per decisione della magistratura, ma il padre, grazie all'operato del famoso avvocato Sereni, riesce a riportarla a casa.
Camilla, durante un passaggio alla cittadina natale di Finale Emilia, viene a sapere dall'avventore di un bar, esperto in pettegolezzi locali, che Matilde, quando era molto giovane, era stata l'amante di Riccardo. Rimasta incinta, egli l'aveva spronata a mettersi insieme al suo dipendente Luca Pilloni, ma la gravidanza si era comunque conclusa con un aborto. L'ispettore sospetta che i rapporti amorosi tra Riccardo e Matilde continuino tuttora e decide di intrufolarsi in casa dell'industriale per coglierli insieme, ma invece si rende conto che con lui c'è un'altra donna, e trova Matilde nel parco della villa. Avendo ormai cambiato idea su di lei, la conduce nel suo appartamento di Modena, invitandola a trattenersi finché lo vorrà. Matilde le racconta il suo passato, confermando le chiacchiere che Camilla aveva già sentito, e arriva ad accusare il suo ex amante di essere un pedofilo incestuoso nei confronti della figlia, che avrebbe spinto ad uccidere sua madre perché non s'intromettesse più nella loro relazione. Di fronte alla gravità di tali accuse, per le quali tuttavia non sussistono prove, Camilla decide di continuare ad indagare per proprio conto. Contatta la sua amica Tilli, che le racconta dei passati amanti di Andrea: l'architetto Sergio Balboni e Germano Tosatti, di cui si vociferava che fosse il padre naturale di Fosca. Camilla incontra entrambi, così come Caterina Corazzari, ex governante di Fosca, che era stata licenziata da Andrea. Si procura anche un campione biologico di Riccardo per scoprire s'egli sia veramente il padre di Fosca: le analisi danno esito positivo e la poliziotta lo affronta nella sede della sua azienda, senza però che l'uomo si turbi, almeno in apparenza. La ragazzina nel frattempo è stata di nuovo prelevata da casa per essere messa in un istituto, dal quale poi fugge per suicidarsi in un canale pieno d'acqua. Riccardo, dopo aver ricevuto questa notizia, viene trovato annegato nella propria piscina. Il suicidio sembra lampante, solo il commissario Leo pensa ad un omicidio, ma gli mancano le prove. Prove di cui disporrebbe invece Camilla, che ha rinvenuto un fazzolettino di carta con lo stesso materiale biologico di Matilde, che ha blandamente narcotizzato il suo antico amante per poi buttarlo nella piscina con la complicità della cameriera filippina Lolli, legata più a Fosca che al suo datore di lavoro. Camilla però decide di non fornire la propria ricostruzione agli inquirenti, convinta che Riccardo abbia avuto la punizione che meritava e che non potrà più nuocere ad altre ragazzine indifese.

## Personaggi
- Camilla Cagliostri: ispettore di polizia in forza alla questura di Modena.
- Riccardo Merighi: affascinante industriale, che conosce Camilla da quando questa era ragazzina. È l'amministratore delegato della Merighi Dragons SpA di Casumaro, che produce macchine per l'escavazione.
- Andrea Venturi: moglie di Riccardo e madre di Fosca, quarantenne all'epoca del delitto. Proveniente da una delle migliori famiglie di Ferrara, è una donna attraente dal fisico molto curato e giovanile.
- Fosca Merighi: figlia di Riccardo e Andrea, dodicenne all'epoca dei fatti.
- Luca Pilloni: dipendente di Riccardo di origini sarde.
- Matilde Luppi: ventottenne bionda e avvenente originaria di Casumaro, moglie di Luca. È minore di Camilla di due anni.
- Antonio Piras: giovane sardo invitato sullo yacht di Riccardo.
- Lolli Macapagal e Dolores : cameriere filippine di Riccardo.
- Nanda Violo: ispettore di polizia che condivide l'ufficio con Camilla.
- Donato Barleri: agente di polizia, collega di Camilla, di cui al momento è l'amante.
- Silvestro Tosa: sovrintendente della squadra omicidi della questura di Modena.
- Francesco Savino: commissario di polizia, in forza alla questura di Modena.
- Vincenzo Salinitro: agente di polizia, collega di Camilla
- Giovanni Leo: commissario di polizia di origine sarda, in forza alla questura di Ferrara. Si occupa dell'omicidio di Andrea.
- Il dottor Ceresa: magistrato che guida le indagini sull'omicidio di Andrea.
- Caponetto: ispettore della questura di Ferrara. Ha un abboccamento con Camilla al funerale di Andrea.
- Antonio Bellomi: medico dell'Istituto di Medicina legale. Fornisce a Camilla i dettaglia sull'autopsia di Andrea.
- Giampaolo Sereni: senatore, presidente dell'Ordine degli avvocati di Bologna. È ingaggiato da Riccardo per far tornare Fosca a casa dopo il suo internamento nella casa-famiglia. Il suo personaggio è modellato sull'allora parlamentare Carlo Taormina.
- Maria Gallini Ciani: titolare della cattedra di Psicologia dello sviluppo all'Università di Padova, ingaggiata da Riccardo.
- Gianni Botti: frequentatore del Bar Roial di Finale Emilia ed esperto in pettegolezzi locali. Racconta a Camilla del passato di Matilde e Riccardo.
- Tilli: amica di Camilla e di Andrea. È lei, che parlando a Camilla, usa l'espressione che dà il titolo al romanzo:

(Giuseppe Pederiali, Camilla e i vizi apparenti, cap. V-24, p. 163)
- Sergio Balboni: architetto, ex amante di Andrea.
- Germano Tosatti: possidente terriero, ex amante di Andrea.
- Caterina Corazzari: cinquantenne di Reno Centese, già governante di Fosca.
- Francesco Dallosso: direttore del Laboratorio Germinal di analisi biologiche, al quale Camilla si rivolge per scoprire la vera paternità di Fosca.
- Maria Roncarati: psicoterapeuta che ha in cura Fosca per decisione della magistratura.
- Stefano Marchetti: giornalista del Resto del Carlino. Si tratta di un personaggio realmente esistente.[3]

## Edizioni italiane
- Giuseppe Pederiali, Camilla e i vizi apparenti, collana Narratori moderni, Milano, Garzanti, 2004, ISBN 88-11-66575-2.
- Giuseppe Pederiali, Camilla e i vizi apparenti, Milano, Mondolibri, 2004.
- Giuseppe Pederiali, Camilla e i vizi apparenti, collana Gli elefanti. Thriller, Milano, Garzanti, 2006, ISBN 88-11-68040-9. Ospitato su archive.org.
- Giuseppe Pederiali, Camilla e i vizi apparenti, collana Elefanti bestseller, Milano, Garzanti, 2012, ISBN 978-88-11-68668-2.
- Giuseppe Pederiali, Camilla e i vizi apparenti, collana Elefanti bestseller, nuova edizione, Milano, Garzanti, 2014, ISBN 978-88-11-68775-7.